# Thạnh Ngãi
Thạnh Ngãi là một xã thuộc huyện Mỏ Cày Bắc, tỉnh Bến Tre, Việt Nam.
Xã Thạnh Ngãi có diện tích 11,39 km², dân số năm 1999 là 8.887 người, mật độ dân số đạt 780 người/km².